# Processo a Giordano Bruno

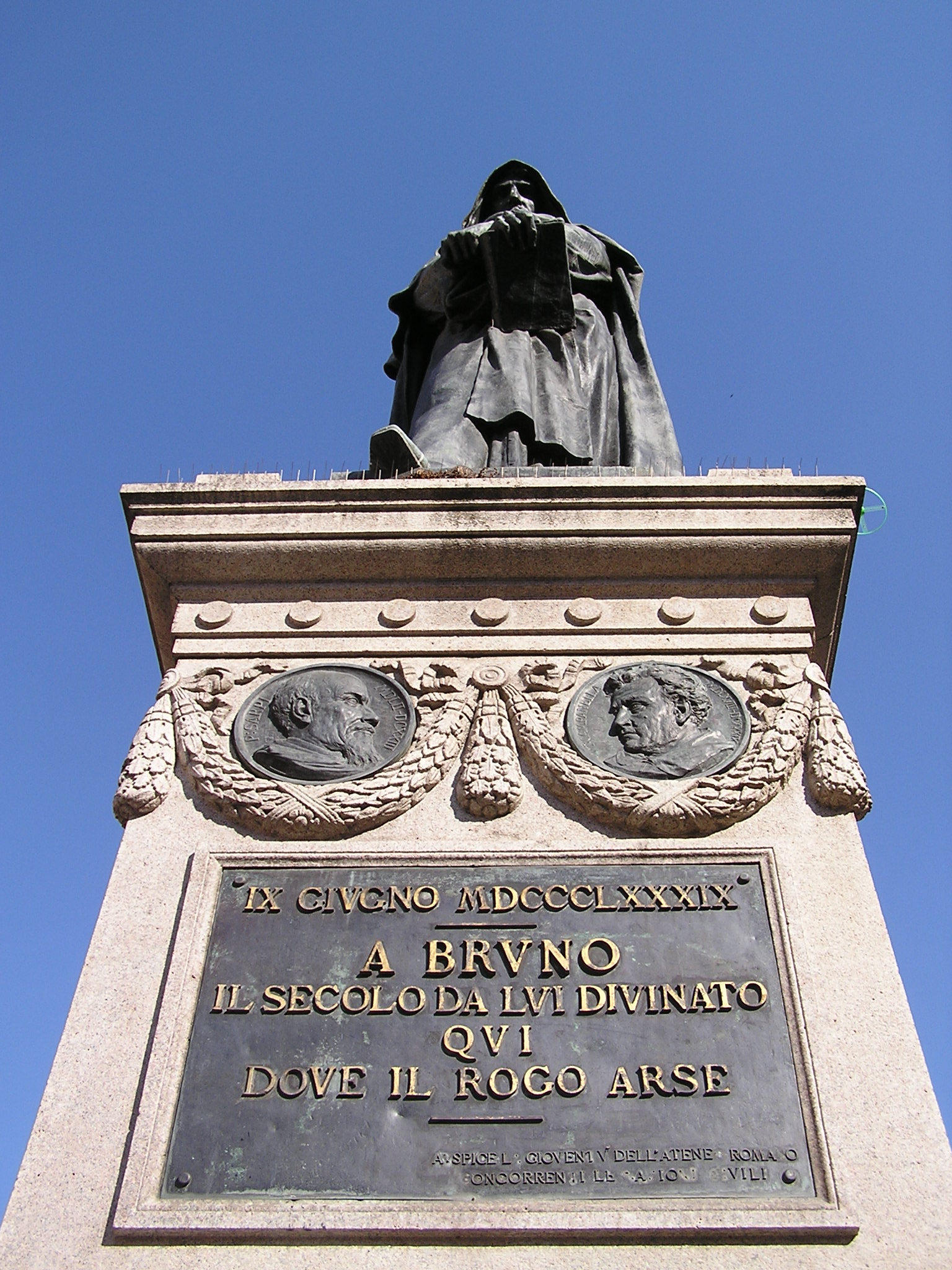
Monumento a Giordano Bruno eretto nel luogo dove fu bruciato vivo, con l'iscrizione: «A Bruno il secolo da lui divinato qui dove il rogo arse»

Il processo a Giordano Bruno, dopo l'arresto del filosofo avvenuto a Venezia il 23 maggio 1592 e il suo trasferimento nelle carceri romane dell'Inquisizione il 27 febbraio 1593, si concluse il 17 febbraio 1600 con la condanna al rogo per eresia eseguita in piazza Campo dei Fiori.

## Il ritorno di Bruno in Italia
Perché mai nell'autunno del 1591 Giordano Bruno, ricevuto a Francoforte l'invito del nobile Giovanni Mocenigo di venire a Venezia, abbia accettato di tornare in Italia, dalla quale si era allontanato nel 1578 per sfuggire a un processo di eresia aperto a Napoli nel 1576, e dopo aver abiurato il cattolicesimo aderendo al calvinismo, è questione dibattuta che non troverà soluzione. Esclusa dai più l'ipotesi del Bartholmèss di un ritorno nostalgico nella terra che gli diede i natali, ha maggior credito quella dello Spampanato che individua nella relativa liberalità della Repubblica veneta l'illusione coltivata dal filosofo di poter vivere e insegnare in terra veneziana senza subire persecuzioni. Un'altra ipotesi ancora pretende che il Bruno si proponesse di diffondere una religione, intellettualistica, deistica, priva di dogmi, che mantenesse solo la funzione politico-sociale del cristianesimo e che fosse in grado di superare i fossati religiosi e politici che dividevano l'Europa, in nome di un platonismo erasmiano che formasse la base comune di una concordia universale. A parte il relativo disinteresse del Bruno verso i problemi strettamente religiosi, resta da capire come Bruno potesse realmente credere che una tale operazione messianica avrebbe potuto essere diffusa senza subire una repressione da parte dell'Inquisizione. Bruno, forse credeva di poter conquistare la gerarchia ecclesiastica romana anche attraverso le tecniche magiche descritte, ad esempio, nel De vinculis.
È certo che il Bruno affermò all'inquisitore veneto di essere stato, prima dell'arresto, in procinto di ripartire per Francoforte per farsi stampare delle opere da presentare, insieme con altre, «alli piedi de Sua Beatitudine, la qual ho inteso che ama li virtuosi, et esporli il caso mio, et veder de ottener l'absolutione di excessi et gratia di poter viver in habito clericale fuori della religione»: una scelta di tranquilla vita, dopo tante temperie, da dedicare agli studi e all'insegnamento, dunque, fu la spiegazione data, non si sa con quanta sincerità, dallo stesso Bruno.
A Venezia si ferma pochi giorni e parte per Padova, dove risiede il suo allievo Girolamo Besler, tedesco di Norimberga, con il quale avrebbe continuato studi di natura cabalistica, e dove spera di occupare la cattedra, resasi vacante, di matematica; intanto, insegna agli studenti tedeschi dell'Università. Alla fine del marzo 1592 torna a Venezia, ospite del Mocenigo, al quale avrebbe promesso di metterlo a parte delle sue conoscenze sull'arte della memoria, la mnemotecnica, di gran moda in quello scorcio del Cinquecento, dopo gli antichi, anticipatori studi del Lullo.

## L'arresto
Il Mocenigo non era soddisfatto del profitto che ricavava dagli insegnamenti di Bruno, forse perché pensava che questi non volesse metterlo a parte delle sue conoscenze, come si dovrebbe dedurre dall'insistenza con la quale cercò di trattenerlo, quando il filosofo gli comunicò la sua intenzione di partire per Francoforte e dalla violenza che usò, la notte del 22 maggio 1592, facendolo rinchiudere dai suoi servitori in un solaio.
Il giorno dopo Mocenigo mise per iscritto una denuncia contro il Bruno che consegnò subito alla Santa Inquisizione in Venezia nella persona di Giovan Gabriele di Saluzzo; vi riportò accuse gravissime: Bruno avrebbe sostenuto:
1. «che è biastemia grande quella de' cattolici il dire che il pane si transustantii in carne;
2. che lui è nemico della messa;
3. che niuna religione gli piace;
4. che Christo fu un tristo et che, se faceva opere triste di sedur popoli, poteva molto ben predire di dover esser impicato;
5. che non vi è distintione in Dio di persone, et che questo sarebbe imperfetion in Dio;
6. che il mondo è eterno, et che sono infiniti mondi, et che Dio ne fa infiniti continuamente, perché dice che vuole quanto che può;
7. che Christo faceva miracoli apparenti et che era un mago, et così gl'appostoli, et che a lui daria l'animo di far tanto, et più di loro;
8. che Christo mostrò di morir mal volentieri, et che la fuggì quanto che puoté;
9. che non vi è punitione de' peccati, et che le anime create per opera della natura passano d'un animal in un altro;
10. et che come nascono gli animali brutti di corrutione, così nascono anco gli huomini, quando doppo i diluvi ritornano a nasser.
11. Ha mostrato dissegnar di voler farsi autore di nuova setta sotto nome di nuova filosofia;
12. che la Vergine non può haver parturito, et
13. che la nostra fede catholica è tutta di bestemie contro la maestà di Dio;
14. che bisognarebbe levar la disputa e le entrate alli frati, perché imbratano il mondo, che sono tutti asini, et che le nostre openioni sono dotrine d'asini;
15. che non habbiamo prova che la nostra fede meriti con Dio; et
16. che il non far ad altri quello che non voressimo che fosse fatto a noi basta per ben vivere; et
17. che se n'aride di tutti gl'altri peccati; et
18. che si meraviglia come Dio supporti tante heresie di catholici.
19. Dice di voler attendere all'arte divinatoria, et che si vuole far correre dietro tutto il mondo;
20. che san Tommaso et tutti li dottori non hanno saputo niente a par di lui, et che chiariria tutti i primi theologhi del mondo, che non sapriano rispondere [...]».[5]

La stessa sera del 23 maggio Giordano Bruno è prelevato dalle guardie dalla casa del Mocenigo e trasferito nelle carceri del Sant'Uffizio di San Domenico di Castello. In questo carcere, non più esistente e che sorgeva nell'attuale via Garibaldi, Bruno divide la cella con altri sette detenuti: è inevitabile che fra tanti si parli e ci si confidi e di questo il Nolano farà presto amara esperienza.

## Il processo veneziano

### Le accuse
Dopo una seconda denuncia di Mocenigo, che non aggiunge nulla di nuovo alle accuse già formulate, e gli interrogatori del Capo del Consiglio dei Dieci, Matteo d'Avanzo e dei librai Giovanni Battista Ciotti e Giacomo Brictano, il 26 maggio è la volta di Bruno, che racconta del litigio col Mocenigo e inizia a narrare della sua vita, ricordando come fosse stato ordinato frate domenicano e anche di essere stato processato due volte a Napoli dall'Ordine e di aver deposto l'abito; il 29 maggio Mocenigo presenta una terza denuncia, il cui elemento nuovo è che a Bruno «piacevano assai le donne, et che non havea arivato ancora al numero di quelle di Salamone; et che la Chiesa faceva un gran peccato nel far peccato con quello con che si serve così bene alla natura».

In merito alle dichiarazioni sulla Chiesa Mocenigo in una delle denunce riferí che: 
(Documenti p.66)
Il 30 maggio, nel secondo "costituto", Bruno conclude la narrazione della sua vita, passata in gran parte in Svizzera, Inghilterra e in Germania ove tace particolari compromettenti, come la sua conversione al calvinismo; dopo le tre denunce e i due interrogatori, i capi di accusa a suo carico sono:
1. avere opinioni contrarie alla fede cattolica
2. avere opinioni eretiche sulla Trinità, la divinità e l'incarnazione di Cristo
3. avere opinioni eretiche su Cristo[7]
4. avere opinioni eretiche sull'eucaristia e la messa
5. credere nell'esistenza e nell'eternità di più mondi
6. credere nella metempsicosi
7. praticare la divinazione e la magia
8. non credere nella verginità di Maria
9. essere lussurioso
10. vivere al modo degli eretici protestanti

### La difesa
Nel terzo costituto del 2 giugno, Bruno presenta la lista scritta di tutte le sue opere, difendendosi dalle diverse accuse di eresia con il distinguere la sua attività intellettuale di filosofo, fondata dall'uso della ragione, dalle opinioni che un cristiano deve tenere per fede: «La materia de tutti questi libri, parlando in generale, è materia filosofica et, secondo l'intitulation de detti libri, diversa, come si può veder in essi: nelli quali tutti io sempre ho diffinito filosoficamente et secondo li principii et lume naturale, non havendo riguardo principal a quel che secondo la fede deve essere tenuto; et credo che in essi non si ritrova cosa per la quale possa esser giudicato, che de professo più tosto voglia impugnar la religione che essaltar la filosofia, quantonque molte cose impie fondate nel lume mio naturale possa haver esplicate».
Negato di aver direttamente mai insegnato contro la religione cattolica, ma semmai indirettamente, come avviene insegnando di Aristotele e Platone, che non sono cristiani, riassume con particolare forza la propria cosmologia, tratta dai suoi ultimi libri, De minimo, De monade, De immenso et innumerabilibus e De compositione imaginum: «Et in questi libri particularmente si può veder l'intention mia et quel che ho tenuto; la qual, in somma, è ch'io tengo un infinito universo, cioè effetto della infinita divina potentia, perché io stimavo cosa indegna della divina bontà et potentia che, possendo produr, oltra questo mondo un altro et altri infiniti, producesse un mondo finito. Sì che io ho dechiarato infiniti mondi particulari simili a questo della terra, la quale con Pitagora intendo un astro, simile alla quale è la luna, altri pianeti et altre stelle, le qual sono infinite; et che tutti questi corpi sono mondi et senza numero, li quali constituiscono poi la università infinita in uno spatio infinito; et questo se chiama universo infinito, nel qual sono mondi innumerabili [...]»
«Di più, in questo universo metto una providenza universal, in virtù della quale ogni cosa vive, vegeta et si move et sta nella sua perfettione; et la intendo in due maniere, l'una, nel modo con cui presente è l'anima nel corpo, tutta in tutto et tutta in qual si voglia parte, et questo chiamo natura, ombra e vestigio della divinità; l'altra, nel modo ineffabile col qual Iddio per essentia, presentia et potentia è in tutto e sopra tutto, non come parte, non come anima, ma in modo inesplicabile [...]»
«Quanto poi a quel che appartiene alla fede, non parlando filosoficamente, per venir all'individuo circa le divine persone, quella sapienza et quel figlio della mente, chiamato da' filosofi intelletto e da' theologi Verbo, il qual se deve credere haver preso carne humana, io stando nelli termini della filosofia non l'ho inteso, ma dubitato et con incostante fede tenuto; non già che mi riccordi de haverne mostrato segno in scritto né in ditto [...] Così quanto al Spirito divino per una terza persona, non ho possuto capire secondo il modo che si deve credere; ma secondo il modo pittagorico, conforme a quel modo che mostra Salomone, ho inteso come anima dell'universo, overo assistente all'universo [...]»
«Da questo spirito poi, che è detto vita dell'universo, intendo nella mia filosofia provenire la vita et l'anima a ciascuna cosa che have anima et vita, la qual però intendo essere immortale; come anco alli corpi. Quanto alla loro substantia, tutti sono immortali, non essendo altro morte che divisione et congregatione [...]».
Dopo una pausa, è ancora interrogato: sul problema della Trinità, sostiene di credere in un Dio distinto in Padre, Figlio e Spirito Santo, ma ammette di non aver potuto capire come essi «possano sortir nome di persone; poiché non mi pareva che questo nome di persona convenisse alla divinità, confortandomi a questo le parole di san Agustino». Anche i suoi dubbi sull'incarnazione di Cristo vengono spiegati attraverso deduzioni filosofiche, «perché tra la substantia infinita et divina, et finita et humana, non è proportione alcuna com'è tra l'anima e il corpo». Nega recisamente di aver dubitato dei miracoli, di aver disprezzato Cristo, gli apostoli, la fede cattolica e i suoi teologi, sostiene di credere nella necessità delle buone opere per ottenere la salvezza, nella transustanziazione e nella bontà della confessione e della messa, anche se ammette di non praticarle da sedici anni, a motivo del suo abbandono dell'abito religioso. Riconosce di aver considerato, per leggerezza e in occasione di discorsi oziosi, veniali i peccati della carne e ammette di aver letto, per sola curiosità, libri di Melantone, di Lutero e di Calvino ma dichiara di disprezzare «li sopradetti heretici et dottrine loro, perché non meritano nome di theologi ma de pedanti».
Sulla questione dell'immortalità delle anime e della loro possibile migrazione da un corpo all'altro, risponde di ritenere che «l'anime siano immortali et che siano substantie subsistente, cioè anime intellettive, et che, catholicamente parlando, non passino da un corpo all'altro, ma vadino o in paradiso o in purgatorio o in inferno; ma ho ben raggionato, et seguendo le raggion filosofiche, che, essendo l'anima subsistente senza il corpo et inexistente nel corpo, possa col medemo modo che è in un corpo essere in un altro, et passar de un corpo in un altro: il che, se non è vero, par almeno verisimile l'opinione di Pitagora».

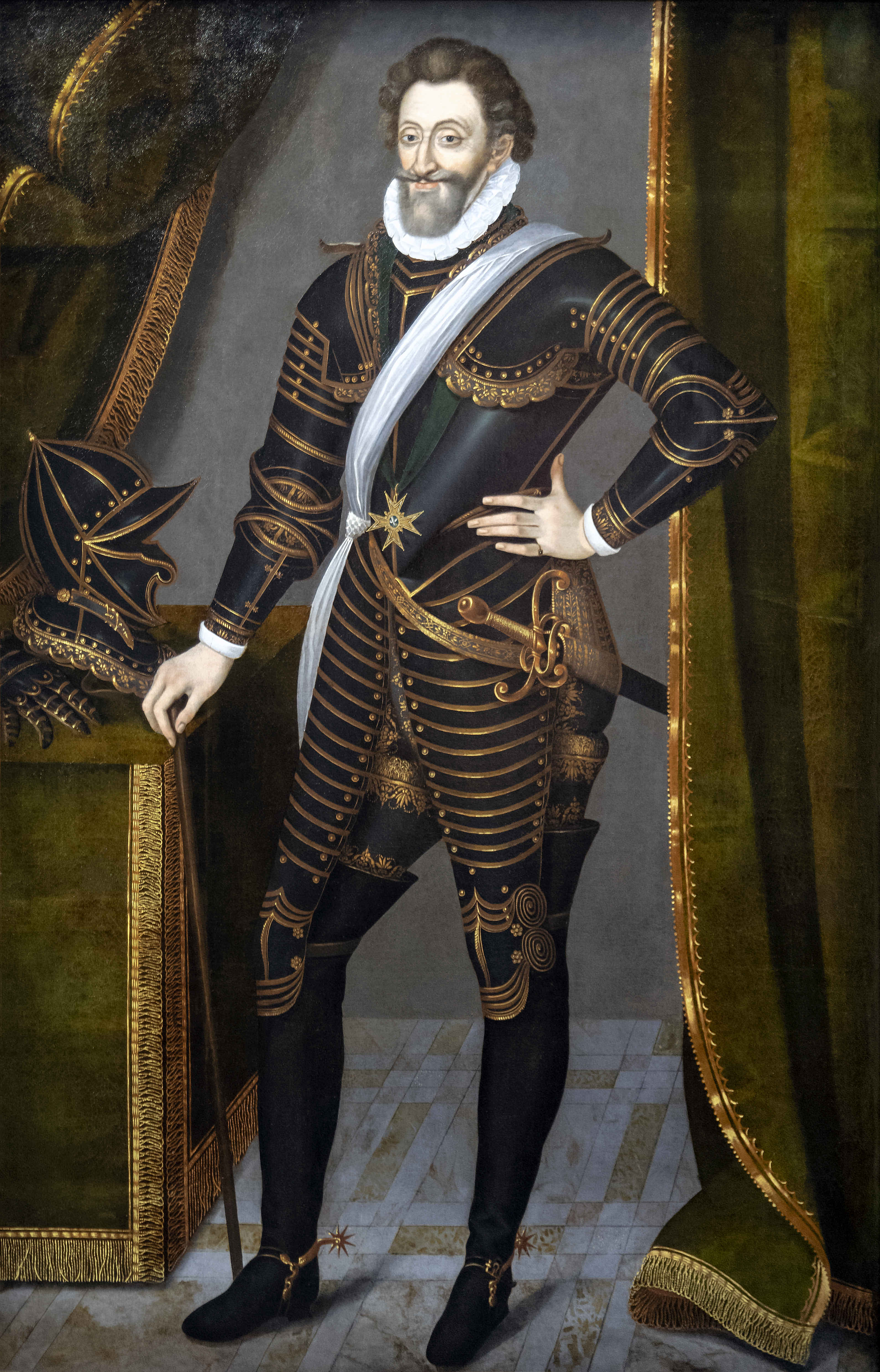
Il re di Francia Enrico IV

Il giorno dopo, 3 giugno, ammise di aver trascurato i digiuni, risiedendo in paesi di eretici, solo per non «disgustarli», come di aver ascoltato le loro prediche solo per curiosità, ma di non aver mai celebrato la loro eucaristia. Ammise anche di aver lodato la regina Elisabetta, chiamandola «diva», nel suo libro De la causa, principio et uno, non perché eretica ma per puro vezzo letterario. Negò di aver mai conosciuto Enrico di Navarra né di averlo mai lodato se non per ottenerne favori che gli dessero possibilità di lavoro, com'era avvenuto con il precedente regnante. Negò anche di aver mai praticato arti magiche e nemmeno di possedere libri di tal genere, che dichiarò di disprezzare, soltanto, avrebbe voluto studiare l'«astrologia giudiziaria», ma di non averne avuto mai il tempo. A questo proposito, il giorno dopo Bruno precisò di aver «fatto trascrivere a Padoa un libro De sigillis Hermetis et Ptolomei et altri, nel quale non so se, oltre la divinatione naturale, vi sia alcun'altra cosa dannata; et io l'ho fatto trascrivere per servirmene nella giuditiaria; ma ancor non l'ho letto, et ho procurato d'haverlo, perché Alberto Magno nel suo libro De mineralibus ne fa mentione, et lo loda nel loco dove tratta De imaginibus lapidum».
Il processo sembra essere giunto a un punto morto: i giudici sanno del passato eretico di Bruno e non sembrano convinti della sua sincerità, ma non hanno elementi concreti e sufficienti per giungere a una condanna: il 23 giugno il nobile Andrea Morosini, storico veneziano, che frequentò il filosofo nolano, testimonia che il Bruno mai insegnò dottrine eretiche. Nel settimo e ultimo costituto, il 30 luglio 1592, gli chiedono di «espurgar» la coscienza, dal momento che «l'apostasia de tanti anni» lo rende «molto suspetto della santa fede». Bruno risponde di aver confessato «li errori miei prontamente, et son qui nelle mani delle Signorie Vostre illustrissime per ricever remedio alla mia salute; del pentimento de' miei mesfatti non potrei dir tanto quanto è, ne esprimere efficacemente, come desiderarei, l'animo mio».
Poi s'inginocchia: «Domando humilmente perdono al Signor Dio et alle Signorie Vostre illustrissime de tutti gli errori da me commessi; et son qui pronto per essequire quanto dalla loro prudentia sarà deliberato et si giudicarà espediente all'anima mia [...] et se dalla misericordia d'Iddio et delle Signorie Vostre illustrissime mi sarà concessa la vita, prometto far riforma notabile della mia vita, ché ricompenserò il scandalo che ho dato con altrettanta edificatione».

## L'estradizione a Roma
Copia degli atti del processo vengono inviati al Tribunale di Roma, come previsto da un decreto del Sant'Uffizio del 18 settembre 1581, e l'inquisitore romano, il cardinale di Santa Severina Giulio Antonio Santorio, chiede formalmente l'estradizione di Giordano Bruno a Roma. La richiesta è respinta dal Senato veneziano il 3 ottobre ma l'insistenza romana, l'intervento del nunzio pontificio Ludovico Taverna, il fatto che Bruno non sia cittadino veneziano e infine la relazione, favorevole all'estradizione, del procuratore Federico Contarini, incaricato dal Collegio di Venezia di valutare il caso, inducono il Senato a concederla il 7 gennaio 1593.
Bruno era il secondo cittadino di Nola ad essere consegnato dal Senato veneziano all'Inquisizione di Roma: nel 1555 fu consegnato il luterano Pomponio de Algerio, che fu bruciato vivo in una caldaia di olio, di pece e di trementina il 19 agosto 1556 in piazza Navona.
Il 19 febbraio una nave sbarca Bruno ad Ancona, in territorio pontificio, e di qui è tradotto a Roma dove il 27 febbraio è incarcerato nel palazzo del Sant'Uffizio. Al 1610 risale una descrizione delle carceri del Palazzo del Sant'Uffizio, nella quale è scritto che «sono le carceri strettissime per i miseri colpevoli di lesa maestà divina, alle quali sono addetti altri ministri [...] chiudendoli separati l'un dall'altro, in alcune piccole e strettisime celle, dalle quali non possono veder altro che aria attraverso finestrelle così basse, che non si possa più, come una volta, parlar loro di lontano».

## Una nuova denuncia
Giordano Bruno aveva avuto compagni di cella a Venezia, almeno dal settembre 1592, il frate cappuccino Celestino da Verona, il carmelitano fra' Giulio da Salò, il falegname napoletano Francesco Vaia, un insegnante di Udine, Francesco Graziano, e un certo Matteo de Silvestris, di Orio. Fra' Celestino, già processato per eresia a Roma dall'Inquisizione, aveva abiurato il 17 febbraio 1587; nuovamente incarcerato a Venezia nel settembre 1592, fu rilasciato l'anno dopo. Era probabilmente uno squilibrato: confinato a San Severino Marche, nel 1599 si autodenunciò all'Inquisizione di Venezia e di Roma, di accuse ritenute talmente gravi, che su di esse fu mantenuto il segreto più assoluto e altrettanto segretamente fu pronunciata la sentenza di morte, finché, quasi nascostamente, di notte, fu bruciato in Campo dei Fiori il 16 settembre 1599, esattamente cinque mesi prima di Giordano Bruno e nello stesso luogo.
Si pensa che egli abbia denunciato il filosofo nolano perché ritenne che questi, durante gli interrogatori, lo avesse accusato di chissà quali colpe. Sta di fatto che egli, alla fine del 1593, presentò denuncia all'Inquisizione veneziana, elencando una serie di gravissime accuse contro il Bruno.
«1. Che Cristo peccò mortalmente quando fece l'orazione nell'orto recusando la volontà del Padre mentre disse: Pater, si possibile est, transeat a me calix iste.
2. Che Cristo non fu posto in croce, ma fu impiccato sopra dui legni a modo d'una crozzola, che allora si usava, e chiamavasi forca.
3. Che Cristo è un cane becco fottuto can: diceva che chi governava questo mondo era un traditore, perché non lo sapeva governar bene, ed alzando la mano faceva le fiche al cielo.
4. Non ci è Inferno, e nissuno è dannato di pena eterna, ma che con tempo ognuno si salva, allegando il Profeta: Nunquid in aeternum Deus irascetur?
5. Che si trovano più mondi, che tutte le stelle sono mondi, ed il credere che sia solo questo mondo è grandissima ignoranza.
6. Che, morti i corpi, l'anime vanno trasmigrando d'un mondo nell'altro, dei più mondi, e d'un corpo nell'altro.
7. Che Mosè fu mago astutissimo e, per essere nell'arte magica peritissimo, facilmente vinse i maghi di Faraone; e ch'egli finse aver parlato con Dio nel monte Sinai, e che la legge da lui data al popolo Ebreo era da esso imaginata e finta.
8. Che tutti i Profeti sono stati uomini astuti, finti e bugiardi, e che perciò hanno fatto mal fine, cioè sono stati per giustizia condannati a vituperata morte, come hanno meritato.
9. Che il raccomandarsi ai Santi è cosa redicolosa e da non farsi.
10. Che Cain fu uomo da bene, e che meritamente uccise Abel suo fratello, perché era un tristo e carnefice d'animali.
11. Che, se sarà forzato tornar frate di S. Domenico, vuol mandar in aria il monasterio dove si troverà e, ciò fatto, subito vuol tornare in Alemagna o in Inghilterra tra eretici per più comodamente vivere a suo modo ed ivi piantare le sue nuove ed infinite eresie. Delle quali eresie intendo produrre per testimoni Francesco Ieroniminiani, Silvio canonico di Chiozza, e fra Serafino dell'Acqua Sparta.
12. Quel c'ha fatto il breviario, ovvero ordinato, è un brutto cane, becco fottuto, svergognato, e ch'il breviario è come un leuto scordato, e ch'in esso molte cose profane e fuori di proposito si contengono, e che però non è degno d'esser letto da uomini da bene, ma dovrebbe essere abbrugiato.
13. Che quello che crede la Chiesa, niente si può provare».
L'Inquisizione veneziana effettuò i riscontri della denuncia di fra' Celestino con le testimonianze degli altri compagni di carcere di Bruno, i quali non confermano tutte le accuse del cappuccino; il Graziano, tuttavia, aggiunse un nuovo elemento di accusa, dichiarando che Bruno «non haveva alcuna divotione alle reliquie de' santi, perché si poteva pigliare un braccio di un impiccato fingendo che fosse di santo Hermaiora, e che se le reliquie, che buttò per il fiume e per il mare il re d'Inghilterra fossero state vere havriano fatto miracoli, et in questo proposito ragionava burlando» e che «biasimava l'imagini e diceva ch'era un'idolatria, e se ne burlava con certi gesti brutti e profani».
Esaurite le deposizioni, da Venezia la documentazione fu inviata al Tribunale di Roma: oltre ai dieci capi di imputazione già accertati, risultavano ora altri dodici:
11 - opinioni eretiche su Cristo
12 - opinioni eretiche sull'inferno
13 - opinioni eretiche su Caino e Abele
14 - opinioni eretiche su Mosè
15 - opinioni eretiche sui profeti
16 - negazione dei dogmi della Chiesa
17 - riprovazione del culto dei santi
18 - disprezzo del breviario
19 - blasfemia
20 - intenzioni sovversive contro l'Ordine domenicano
21 - disprezzo delle reliquie dei santi
22 - negazione del culto delle immagini

## L'ultima difesa
Alle vecchie e nuove accuse Bruno, dopo aver ammesso di aver qualche volta bestemmiato e aver negato gran parte delle accuse, oppose una serie di precisazioni: non sostenne mai che Cristo fosse stato impiccato, ma di aver discusso della forma della croce cui fu crocefisso; che delle arti magiche di Mosè parlano anche le Scritture; che quello del verso dell'Ariosto era stato un episodio scherzoso di quando era ancora novizio nel convento di Napoli. Scherzosi erano stati anche gli apprezzamenti su Caino ed Abele, dal momento che se questi «amazzando gl'animali era tristo, l'altro ch'havea animo d'amazzar il fratello non poteva esser se non peggio»; sul problema della metempsicosi precisò di aver sostenuto filosoficamente che l'anima, in quanto immortale, e dunque puro spirito vivente senza un corpo materiale, avrebbe la possibilità, puramente teorica, di penetrare in un qualsiasi corpo.

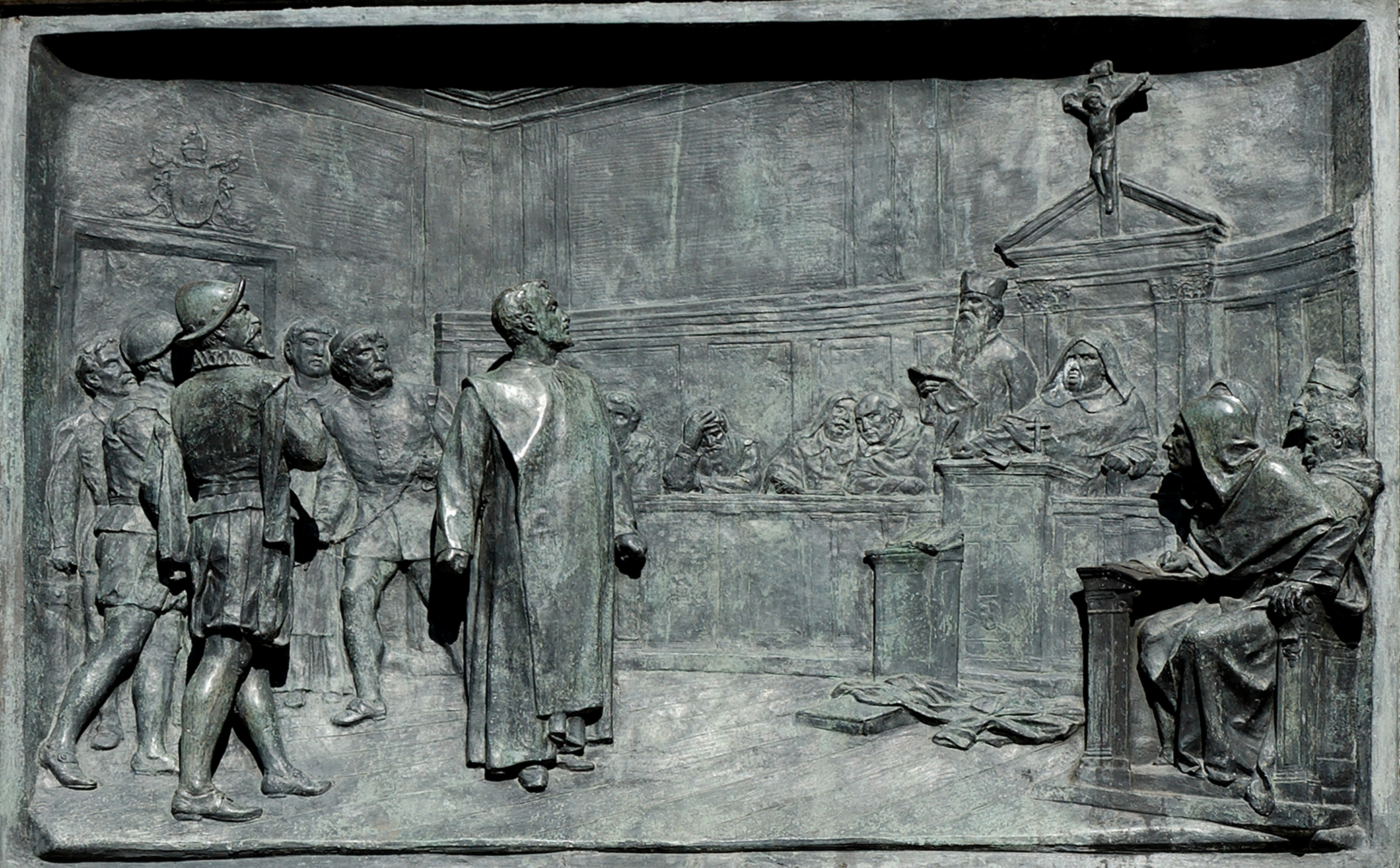
Il processo di Giordano Bruno, rilievo di Ettore Ferrari, 1888

Interrogato ancora sulla pluralità dei mondi, ribadì che a sua opinione «il mondo e li mondi e l'università di quelli esser generabili e corruttibili, e questo mondo, cioè il globo terrestre, haver havuto principio e poter haver fine; similmente le altre stelle, che sono mondi come questo è mondo o alquanto megliori, o anco alquanto peggiori per possibile, e sono stelle come questa è stella; tutti sono generabili e corruttibili come animali composti di contrarii principi, e così l'intendo in universale, et in particolare creature, e che secondo tutto l'essere dependono da Dio [...] in ciascun mondo dico che necessariamente vi sono li quattro elementi come nella terra [...] quanto agl'huomini, idest creature rationali [...] è da credere che vi siano animali rationali. Quanto poi alla conditione del loro corpo, se è corruttibile come il nostro o no, questo non si conclude per scientia, ma è cosa creduta da Rabini et altri santi nel Testamento nuovo che siano animali per gratia di Dio immortali [...] e san Tomasso dice non esser cosa che faccia scrupolo in fede se gli angeli sono corporei o non, la quale autorità stante, credo mi sia lecito opinare che in quei mondi siano animali rationali et viventi et immortali, quali per consequenza si chiamano più tosto angeli che huomeni e si diffiniscono con li platonici tanto filosofi, quanto christiani teologi nutriti ne la disciplina platonica, animali rationali immortali».
Alla fine del 1594 gli inquisitori concludono la raccolta delle testimonianze e passano gli atti al collegio dei cardinali incaricati di emettere la sentenza. Questi non ritengono però sufficienti gli elementi raccolti, ritenendo di dover esaminare le opere pubblicate da Bruno per penetrare al meglio le sue concezioni. Relativamente pochi sono i libri del Nolano in possesso del Sant'Uffizio, il Cantus Circaeus, il De minimo, il De monade e il De la causa, principio et uno: il papa stesso ordinò di reperire altri libri di Bruno – fu controllata infine anche la Cena delle Ceneri – e in attesa che una commissione di teologi si pronunci sul loro contenuto, la sentenza viene rinviata sine die.

## Le censure
Dopo più di due anni, il 24 marzo 1597, davanti alla Congregazione dei cardinali Giulio Antonio Santorio, Pedro de Deza Manuel, Domenico Pinelli, Girolamo Bernerio, Paolo Emilio Sfondrati, Camillo Borghese e Pompeo Arrigoni, oltre ad altri commissari, fra i quali Bellarmino, che sarà nominato cardinale due anni dopo, Giordano Bruno viene interrogato, e al termine gli furono consegnate le censure, le contestazioni scritte alle sue opinioni considerate erronee. Gli atti del processo romano sono andati perduti, ma ne resta un Sommario, fatto allora per semplificare agli inquisitori l'esame della complessa mole dei documenti.
La prima censura riguarda la generazione delle cose e i due principi dell'esistenza, l'anima del mondo e la materia prima, individuate nel De causa, principio et uno. Bruno risponde che sono principi eterni a parte post, cioè creati da Dio.
La seconda proposizione censurata è l'affermazione secondo la quale a una causa infinita corrisponde un effetto infinito, che Bruno conferma.
La terza censura riguarda il problema della creazione dell'anima umana: nelle opere bruniane ogni anima individuale si discioglie nell'anima del mondo, ma di fronte all'Inquisizione Bruno preferisce ammettere un'eccezione per l'anima umana «perché la particolarità del suo essere, che riceve nel corpo, lo ritiene doppo la separatione, a differenza dell'anime de' bruti, le quali ritornano nell'università del spirito».
La quarta censura riguarda il principio secondo cui nulla si genera e nulla si corrompe secondo la sostanza, giustificato dal motto biblico «Nihil sub sole novum»: Bruno risponde ripetendo le considerazioni svolte nel suo De la causa, che il genere e la specie delle cose, ossia l'aria, l'acqua, la terra e la luce «non possono essere altro che quel che sono, né alla loro grandezza o sostanza s'aggionge mai o mancarà ponto alcuno, e solamente accade separatione e congiuntione, o composizione, o divisione, o translatione da questo luogo a quell'altro».
La quinta censura riguarda il moto della terra e l'adesione di Bruno alla teoria copernicana, contraddicendo le Scritture, che affermano che «la Terra sta in eterno» e «il Sole nasce e tramonta». Il Bruno risponde che il modo e la causa del movimento terrestre sono state da lui dimostrate con «raggioni et autorità, le quali sono certe e non pregiudicano all'autorità della divina scrittura, come ognuno ch'ha buona intelligenza dell'una e dell'altra sarà sforzato anco al fine di ammettere e concedere». Quanto allo stare della Terra, nella Bibbia è riferito al suo esistere nel tempo, non già nel suo essere immobile nel luogo e che il nascere e il tramontare del sole è solo apparente, essendo dovuto alla rotazione terrestre. Quanto all'autorità dei Padri della Chiesa, pur essendo «santi, buoni ed esemplari», essi «sono meno de' filosofi prattichi e meno attenti alle cose della natura».
La sesta censura riguarda la definizione, data nella Cena delle ceneri, degli astri come angeli, corpi animati razionali, che lodano Dio e annunciano la sua potenza e grandezza: il Sommario del processo, della risposta del Bruno, riporta soltanto che intendeva dire che gli astri sono annunciatori e interpreti della voce divina e della natura, in questo senso sono angeli sensibili e visibili, diversa cosa dagli altri angeli invisibili.
La settima censura riguarda l'attribuzione alla Terra di un'anima sensitiva e razionale. Secondo Bruno, Dio attribuisce realmente un'anima alla Terra, essendo scritto nel Genesi (I, 24) «Producat terra animam viventem», dal momento che la terra, come costituisce gli animali secondo il corpo, così anima ciascun soggetto con il suo proprio spirito. La razionalità, intrinseca e propria, più che data dall'esterno della Terra, si ricava dalle leggi del suo moto e, come ammettiamo razionalità nell'uomo e anche in esseri a lui inferiori, «molto più degnamente deve trovarsi nella Madre, e non attribuirli un esteriore trudente, spingente, rotante, saepe idem inculcando».
L'ottava censura è nell'affermazione, fatta nel De la causa, che l'anima sta nel corpo come un nocchiero nella nave, in contrasto con la definizione dogmatica, risalente al concilio di Vienne del 1312, secondo la quale l'anima razionale e intellettiva è forma del corpo umano per sé ed essenzialmente. Bruno risponde che quella è la definizione di Aristotele ma in nessun luogo delle Scritture l'anima è chiamata forma del corpo, bensì è intesa come uno spirito che è nel corpo come abitante nella sua casa, come uomo interiore nell'uomo esteriore, come prigioniera in un carcere, come l'uomo nei suoi vestiti e in altri mille modi.

## L'intimazione all'abiura

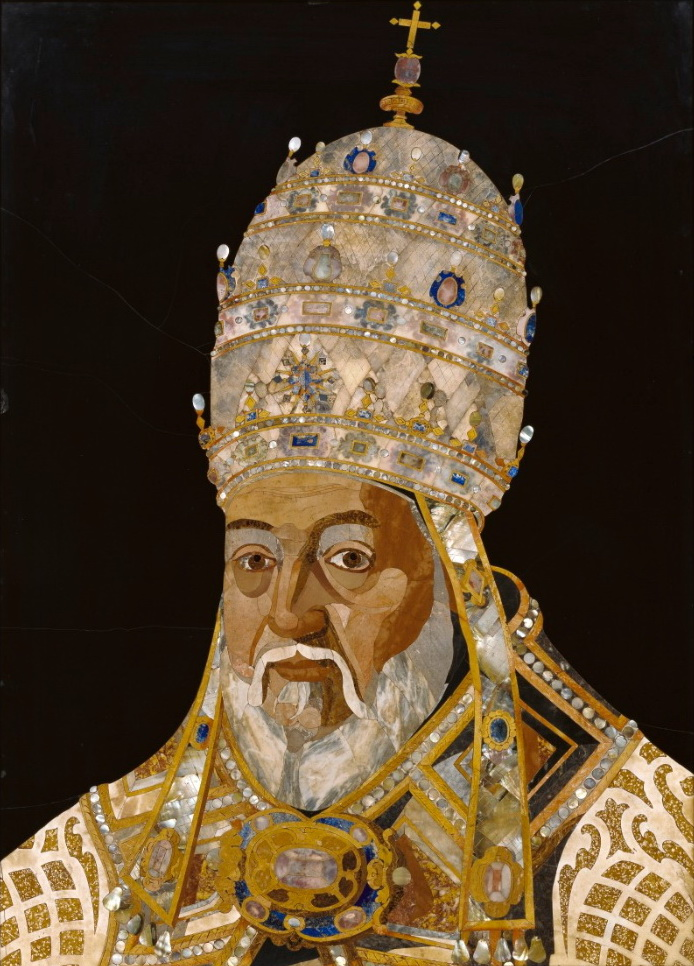
papa Clemente VIII

Dopo un nuovo lungo rinvio del processo, dovuto alla lontananza da Roma di Clemente VIII, dal 13 aprile al 19 dicembre 1598, il 18 gennaio 1599 la Congregazione intimò a Bruno di abiurare le otto proposizioni entro il termine di sei giorni; il 25 gennaio Bruno presentò uno scritto dichiarando di essere disposto all'abiura, purché si affermasse che tali proposizioni erano dalla Chiesa considerate eretiche soltanto ora, ex nunc, richiesta che - se poteva essere legittima per quanto atteneva alle proposizioni sull'infinità dell'universo e sul movimento della Terra - palesemente non poteva essere accolta per i temi riguardanti la concezione della Trinità, dell'incarnazione e dell'anima. Il 15 febbraio gli fu pertanto rinnovata la richiesta di abiura, alla quale Bruno rispose di «riconoscere dette otto propositioni per heretiche et essere pronto per detestarle et abiurarle in loco et tempo che piacerà al Santo Offitio», e il giorno seguente presentò un memoriale di cui non si conosce il contenuto.
Il 5 aprile Bruno presentò un nuovo scritto sulle otto proposizioni contestate, sul cui contenuto il Bellarmino si pronunciò il 24 agosto di fronte alla Congregazione, rilevando in esso un'effettiva volontà di ritrattazione, tranne che sulla questione del rapporto fra anima e corpo. Il 9 settembre la Congregazione si dichiara favorevole a ricevere l'abiura degli articoli sui quali Bruno aveva manifestata piena confessione, riservandosi di decidere l'applicazione della tortura per ottenere una piena confessione su altri punti contestati. Questi ultimi riguardano il suo rifiuto della Trinità, i suoi dubbi sull'incarnazione, la stessa umanizzazione di Cristo e l'identificazione dello Spirito Santo con l'anima del mondo, elemento essenziale del sistema filosofico di Giordano Bruno, incentrato nell'animazione universale che produce un'eterna e infinita creazione, nella quale rientra la concezione, incompatibile con la dottrina cristiana, dell'impossibilità dell'eternità delle anime individuali.
«L'applicazione della tortura aveva effetto discriminante: se il suppliziato cedeva, diveniva senz'altro confesso; se reggeva con inflessibile animo, conseguiva una dimostrazione formale di innocenza, purgava cioè gli indizi, cancellando col proprio arduo e sofferto diniego la taccia infertagli dai dubbi testimoni. Non uno dei sei consultori [i consulenti dei giudici inquisitori] si mostrò contrario alla tortura».
Il 10 settembre Bruno è interrogato e si dichiara pronto ad abiurare ma il 16 settembre la Congregazione legge un suo memoriale - del quale non si conosce l'esatto contenuto - inviato al papa, in cui il filosofo rimetteva in discussione tutte le proposizioni contestate. Gli venne allora intimata nuovamente l'abiura da formalizzare entro quaranta giorni, non essendo pervenuta la quale, il 17 novembre la Congregazione stabilisce di concludere il processo.
In attesa della sentenza Bruno, visitato in carcere il 21 dicembre e nuovamente invitato ad abiurare, risponde di non avere nulla da abiurare. Il decreto della Congregazione, riunita, presente il papa, il 20 gennaio 1600, riferisce dell'estremo tentativo di ottenere la ritrattazione operato dal generale domenicano Ippolito Maria Beccaria e dal vicario Paolo Isaresi, ai quali Bruno rispose «di non aver mai scritto o pronunciato proposizioni eretiche, ma che gli erano state malamente estratte e opposte dai ministri del Sant'Uffizio. Perciò era pronto a dar ragione di ogni suo scritto e parola, difendendoli contro qualunque teologo; ai quali teologici non voleva sottomettersi ma soltanto alle determinazioni della santa Sede apostolica, se ve n'erano, nei suoi scritti o parole, o ai sacri canoni, se si trovassero in essi affermazioni contrarie ai suoi scritti e parole». Un ultimo scritto del Bruno, indirizzato al papa, fu aperto ma non fu letto.
Clemente VIII stabilì che si procedesse nella causa, pronunciando la sentenza e consegnando l'imputato al braccio secolare.

## La sentenza di condanna

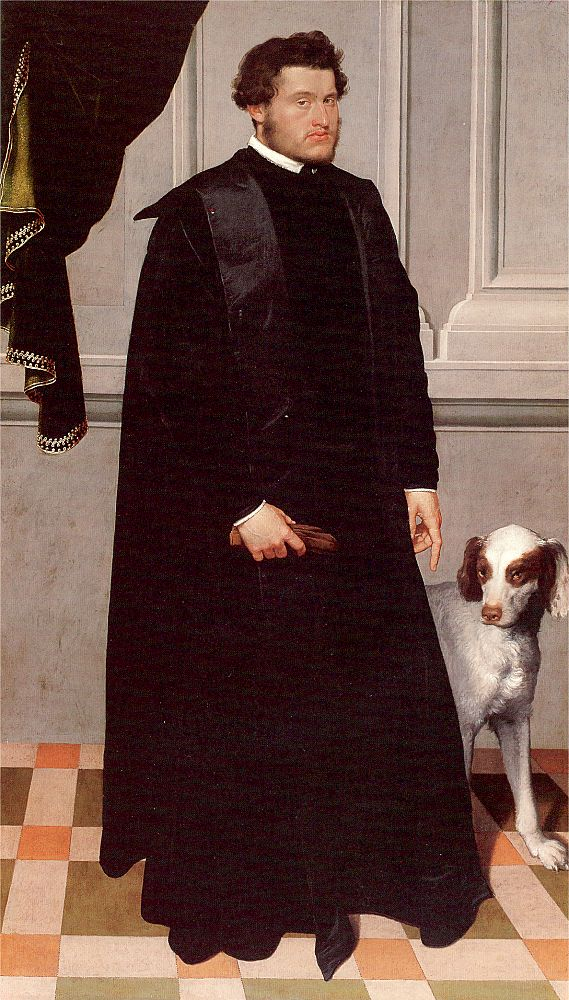
Il cardinale Madruzzo, ritratto da Giovanni Battista Moroni

Non si possiede più l'originale della sentenza, ma una copia parziale destinata al Governatore di Roma. Nella casa del cardinale Ludovico Madruzzo, adiacente alla chiesa di Sant'Agnese, in piazza Navona, i cardinali inquisitori Madruzzo, Santorio, Dezza, Pinelli, Berberi; Sfondrati, Sasso, Borghese, Arrigoni e Bellarmino sentenziarono:
Le quali proposizioni ti furno presentate alli XVIII de gennaro MDXCIX nella congregatione de' signori Prelati fatta nel Santo Offitio et assegnatoti il termine di sei giorni a deliberare et poi rispondere se volevi abiurare le dette proposizioni o no; et poi alli XXV dell'istesso mese [...] rispondesti che [...] eri disposto a revocarle; et poi immediatamente presentasti una scrittura indrizzata a Sua Santità et a noi [...] et successivamente, alli quattro del mese di febraro MDXCIX, fu ordinato che nuovamente ti proponessero le dette otto proposizioni, come in effetto ti furno proposte alli XV di detto mese [...] et dicesti all'hora di riconoscere dette otto proposizioni per eretiche et essere pronto per detestarle et abiurarle [...] ma poi, avendo tu dato altre scritture nell'atti del Santo Officio et dirette alla Santità di Nostro Signore et a Noi, dalle quali apparisce manifestamente che tu perseveravi pertinacemente negli suddetti tuoi errori.
Et essendosi avuto notitia che nel Santo Offitio di Vercelli eri stato denunziato, che mentre tu eri in Inghilterra eri tenuto per ateista et che avevi composto un libro di Trionfante bestia, ti fu alli diece del mese di settembre MDXCIX prefisso il termine di XL giorni a pentirti [...] non dimeno hai sempre perseverato pertinacemente et ostinatamente [...] siamo venuti all'infrascritta sententia.
[...] proferimo in questi scritti, dicemo, pronuntiamo, sentenziamo et dichiariamo te, fra Giordano Bruno predetto, essere eretico impenitente et ostinato [...] et come tale te degradiamo verbalmente et dechiariamo dover essere degradato, sì come ordiniamo et comandiamo che sii attualmente degradato da tutti gl'ordini ecclesiastici maggiori et minori [...] et dover essere scacciato, sì come ti scacciamo, dal foro nostro ecclesiastico et dalla nostra santa et immacolata Chiesa, della cui misericordia ti sei reso indegno; et dover esser rilasciato alla Corte secolare, sì come ti rilasciamo alla Corte di voi monsignor Governatore di Roma qui presente, per punirti delle debite pene, pregandolo però efficacemente che voglia mitigare il rigore delle leggi circa la pena della tua persona, che sia senza pericolo di morte o mutilatione di membro.
Di più, condanniamo, riprobamo et prohibemo tutti li sopradetti et altri tuoi libri et scritti come eretici et erronei et continenti molte eresie et errori, ordinando che tutti quelli che sin'hora si son havuti, et per l'avenire verranno in mano del Santo Offitio siano pubblicamente guasti et abbrugiati nella piazza di San Pietro, avanti le scale, et come tali che siano posti nell'Indice de' libri prohibiti, sì come ordiniamo che si facci [...]»
Finita di leggere la sentenza, scrive lo Schoppe, Bruno, rivolto ai suoi giudici, disse in tono minaccioso: «Forse tremate più voi nel pronunciare questa sentenza che io nell'ascoltarla».
Al Governatore di Roma, il milanese monsignor Ferrante Taverna, che sarà nominato cardinale da Clemente VIII, fu dunque affidato il condannato a morte Giordano Bruno, perché se ne prendesse cura, evitandogli ogni «pericolo di morte o mutilazione di membro». Così, lo fece custodire nelle famigerate carceri di Tor di Nona.

## Il rogo
Le carceri di Tor di Nona, situate alla sinistra del Tevere, di fronte a Castel Sant'Angelo, erano costituite dalla medievale torre Orsini e dagli edifici che vi si raggruppavano intorno. Furono trasformate cinquant'anni dopo in teatro dopo la costruzione delle Carceri nuove nella vicina via Giulia e il teatro fu a sua volta demolito alla fine dell'Ottocento per far posto ai muraglioni che fiancheggiano il fiume. Chiamate "la prigione del papa", la maggior parte dei reclusi veniva poi giustiziata nella vicina piazzetta che si apriva davanti al ponte Sant'Angelo; altri luoghi di supplizio erano piazza Navona e Campo de' Fiori.
Il 12 febbraio 1600, L'Avviso di Roma riportava che «hoggi credevamo veder una solennissima giustitia, et non si sa perché si sia restata, et era di un domenichino de Nola, heretico ostinatissimo, che mercoledì in casa del cardinal Madrucci sentenziarono come auttore di diverse enormi opinioni, nelle quali restò ostinatissimo, et ci sta tuttora, nonostante che ogni giorno vadano teologhi da lui».

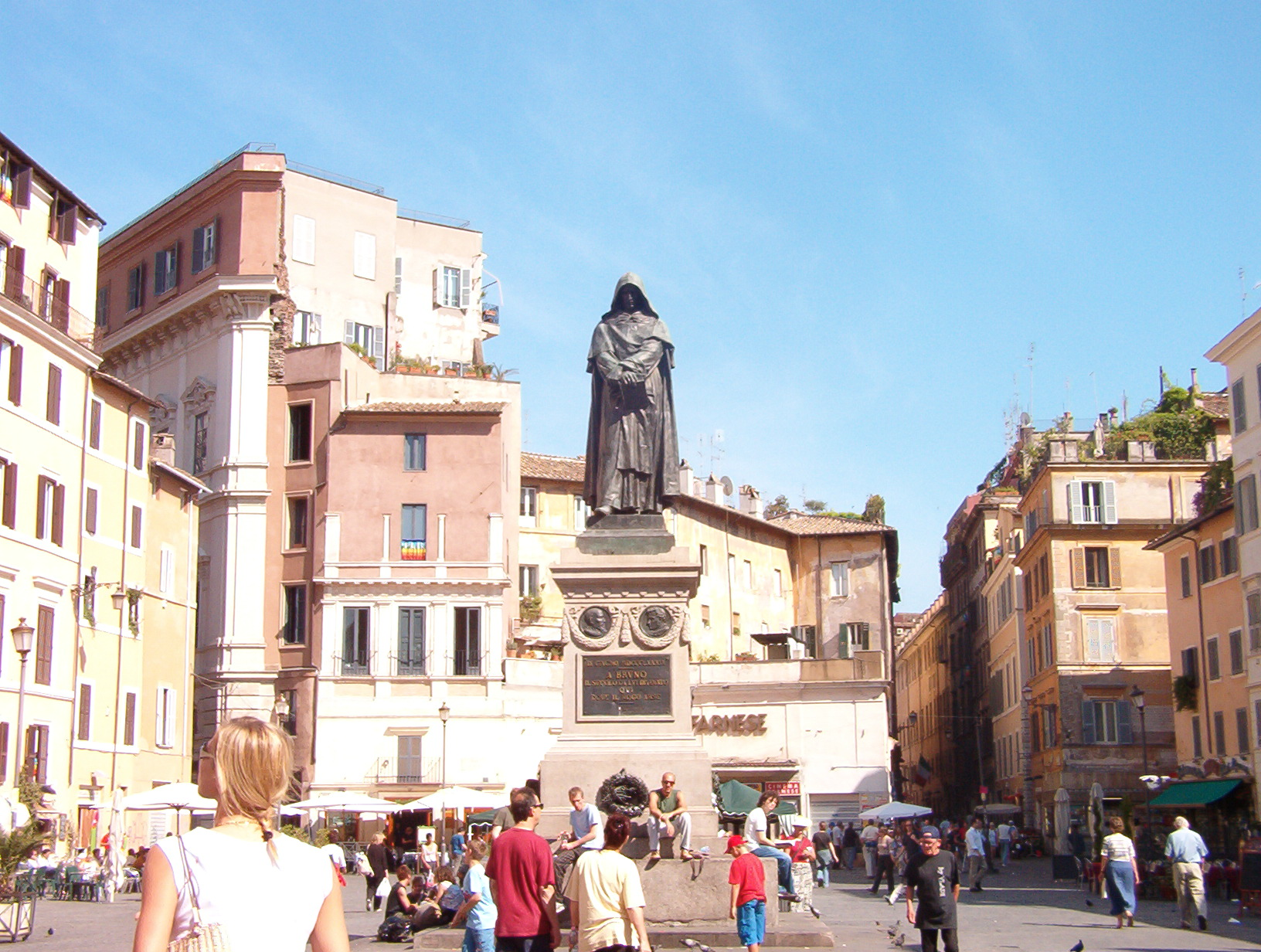
Campo de' Fiori

Fu un rinvio di quattro giorni. Il giornale dell'Arciconfraternita di San Giovanni Decollato, chiamata a prelevare dal carcere di Tor di Nona i condannati per accompagnarli al rogo, registra il 17 febbraio che Bruno «esortato da' nostri fratelli con ogni carità, e fatti chiamare due Padri di san Domenico, due del Giesù, due della Chiesa Nuova e uno di san Girolamo, i quali con ogni affetto et con molta dottrina mostrandoli l'error suo, finalmente stette sempre nella sua maladetta ostinatione, aggirandosi il cervello e l'intelletto con mille errori e vanità. E tanto perseverò nella sua ostinatione, che da' ministri di giustitia fu condotto in Campo di Fiori, e quivi spogliato nudo e legato a un palo fu brusciato vivo, accompagnato sempre dalla nostra Compagnia cantando le letanie, e li confortatori sino a l'ultimo punto confortandolo a lasciar la sua ostinatione, con la quale finalmente finì la sua misera et infelice vita».
Kaspar Schoppe che, oltre a esser stato presente alla lettura della sentenza, assistette anche al rogo, aggiunge che il supplizio fu allestito di fronte al Teatro di Pompeo - dunque non al centro della piazza, dove ora sorge il monumento al filosofo - e che «mentre veniva condotto al rogo e gli si mostrava, in punto di morte, l'immagine del Salvatore crocefisso, torvo in volto la respinse con disprezzo; e così arrostito miseramente morì, andando ad annunciare, io penso, a quegli altri mondi da lui immaginati, in che modo gli uomini blasfemi ed empi sogliono essere trattati dai Romani».
Anche l'Avviso di Roma ne diede notizia il 19 febbraio: «Giovedì mattina in Campo di Fiore fu abbruggiato vivo quello scelerato frate domenichino de Nola, di che si scrisse con le passate: heretico ostinatissimo, et havendo di suo capriccio formati diversi dogmi contro nostra fede, et in particolare contro la Santissima Vergine et Santi, volse ostinatamente morir in quelli lo scelerato; et diceva che moriva martire e volentieri, et che se ne sarebbe la sua anima ascesa con quel fumo in paradiso. Ma hora egli se ne avede se diceva la verità».

## Conclusione
Gli storici che, a partire dalla seconda metà dell'Ottocento, hanno potuto esaminare gli atti, per quanto parziali, del processo, si sono posti il problema di valutare il comportamento di Bruno nelle diverse fasi dei due processi, veneziano e romano, dei motivi per i quali nel primo Bruno si era dichiarato pronto a rifiutare le sue dottrine, mentre nel secondo – dopo diverse incertezze – scelse alla fine l'"ostinata" difesa della sua filosofia.
Per Giovanni Gentile, fra gli altri, Bruno volle rivendicare il diritto alla libera ricerca filosofica di fronte alle asserzioni dogmatiche della religione: se è vero che di fronte al Tribunale di Venezia egli si mostrò disposto a piegarsi, fu perché quegli inquisitori non furono sufficientemente stringenti nel censurare le sue proposizioni: al Bruno dovette sembrare che una sua esteriore abiura avrebbe riguardato unicamente la propria figura esteriore di cristiano, lasciando intatta la sua filosofia, espressione di libera e razionale ricerca e di personale e interiore convinzione. L'Inquisizione di Roma, al contrario, avrebbe preteso di affermare l'incompatibilità dei dogmi del cattolicesimo rispetto alle libere affermazioni, espressione di un'intima convinzione intellettuale, della sua filosofia; l'abiura avrebbe significato per Bruno ben più di una formale e privata sottomissione, ma una pubblica sconfessione di tutta una vita dedicata alla libera ricerca, una pubblica rinuncia all'autonomia del pensiero.
Monsignor Angelo Mercati, curatore della pubblicazione del Sommario del processo romano – dopo aver giustificato la condanna a morte con il fatto che «la Chiesa, al pari almeno di altre legittime istituzioni, ha diritto e dovere di stabilire e proporre il credo e di legiferare nel suo campo con sanzioni» – rispondendo alle considerazioni di chi aveva voluto vedere in Bruno un "martire del libero pensiero", replicò che in realtà nel processo le accuse al Bruno furono in grande maggioranza di natura teologica e solo in minima parte di natura filosofica e sostenne che i giudici scambiarono le manifestazioni «di perturbazione di mente e fors'anco di alterazione psichica» del Bruno, in «pervicacia e ostinazione» di eretico.
Antonio Corsano è invece il sostenitore della tesi, ripresa dal Firpo, di un Bruno fattosi sostenitore di una riforma religiosa che rinnovasse le strutture ecclesiastiche e favorisse finalmente la professione di una religione libera da infrastrutture dogmatiche e persecutorie: in tal modo si spiegherebbe anche il rilevante numero delle censure di natura teologica fattegli da chi la riforma cattolica riteneva fosse già stata fatta e occorresse ora difenderne i principi.
Una risposta certa ai diversi quesiti sul comportamento di Giordano Bruno, soprattutto di fronte a una prova così drammatica, non ci sarà mai. Di sicuro, Bruno sapeva che il rifiuto di abiurare equivaleva alla condanna a morte, così come sapeva che l'abiura gli avrebbe risparmiato sì la vita, ma non la reclusione perpetua, e soprattutto avrebbe comportato la compromissione storica di rinnegatore di quella «nova filosofia» per la quale aveva speso l'intera vita.
«Comprese di essere stato stretto fra due opzioni estreme: da un lato l'abiura e il carcere a vita, con l'"occultamento", la "depressione", la "sommersione" della Verità; dall'altro la morte. Scelse la morte, ma senza esserne stato "abbacinato", come si è scritto. Pur avendo cercato in tutti i modi di salvarsi, di vivere, si persuase che in quella situazione la morte era l'unica prospettiva rimasta aperta avanti al Mercurio, al messaggero degli dei, che ogni altra strada era stata, infine, chiusa, sbarrata. Decise di morire dopo otto anni di durissima lotta, in piena consapevolezza».

## Effetti del processo
L'esempio di Giordano Bruno servì da intimidazione di intellettuali contemporanei e successivi, per esempio Giovanni Paolo Gallucci.